# Aïda Diagne
Pour les articles homonymes, voir Diagne.
Aïda Diagne est une joueuse sénégalaise de basket-ball morte le 1er juin 2013 à Yoff.

## Carrière
Aïda Diagne a évolué sous les couleurs du Foyer France-Sénégal (ancien nom de l'ASC Diaraf) et de l'ASC Air Afrique. Elle connaît les premières heures de la sélection nationale sénégalaise, disputant les Jeux de l'Amitié en 1963 à Dakar, conclus sur une médaille d'argent, et les Jeux africains de 1965, remportés par les Sénégalaises. Elle est élue basketteuse du siècle par l'Association nationale de la presse sportive du Sénégal en 2000.
Son frère Alain Diagne est lui aussi un joueur de basket-ball.